# Liste des routes d'État en Ohio
Les routes d'État en Ohio sont entretenues par le Ohio Department of Transportation (ODOT) à l'exception des routes se trouvant dans les villes.

## Liste des routes d'État
| Numéro | Longueur (mi) | Longueur (km) | Terminus sud / ouest                                                                    | Terminus nord / est                                                       | Créée | Notes |
| ------ | ------------- | ------------- | --------------------------------------------------------------------------------------- | ------------------------------------------------------------------------- | ----- | ----- |
| SR 2   | 227,13        | 365,53        | SR 37 à Hicksville Township                                                             | US 20 à Painesville Township                                              | 1912  |       |
| SR 3   | 255,52        | 411,22        | US 27 / US 42 / US 52 / US 127 à Cincinnati                                             | US 6 / US 20 / US 42 / US 322 / US 422 à Cleveland                        | 1923  |       |
| SR 4   | 207,22        | 333,49        | US 42 à Cincinnati                                                                      | US 6 / SR 101 à Sandusky                                                  | 1912  |       |
| SR 5   | 51,24         | 82,46         | I-76 / SR 44 à Rootstown Township                                                       | PA 58 à la frontière de la Pennsylvanie à Kinsman Township                | 1932  |       |
| SR 7   | 335,98        | 540,71        | US 52 à Union Township                                                                  | SR 531 à Conneaut                                                         | 1912  |       |
| SR 8   | 38,39         | 61,78         | I-76 / I-77 à Akron                                                                     | US 6 / US 20 / US 42 / US 322 / US 422 à Cleveland                        | 1923  |       |
| SR 9   | 92,51         | 148,88        | SR 148 à Washington Township                                                            | US 62 à Salem                                                             | 1934  |       |
| SR 10  | 23,64         | 38,04         | US 20 / SR 57 / SR 301 à Eaton Township                                                 | US 422 à Cleveland                                                        | 1934  |       |
| SR 11  | 99,60         | 160,29        | US 30 à East Liverpool                                                                  | SR 531 à Ashtabula                                                        | 1967  |       |
| SR 12  | 60,84         | 97,91         | SR 115 / SR 189 à Sugar Creek Township                                                  | SR 53 à Ballville Township                                                | 1923  |       |
| SR 13  | 166,15        | 267,39        | SR 550 à Athens Township                                                                | US 6 à Huron                                                              | 1926  |       |
| SR 14  | 81,53         | 131,21        | US 6 / US 20 / US 42 / US 322 / US 422 à Cleveland                                      | PA 51 à la frontière de la Pennsylvanie à Unity Township                  | 1923  |       |
| SR 15  | 102,31        | 164,65        | US 23 / SR 103 à Carey                                                                  | M-99 à la frontière du Michigan à Madison Township                        | 1926  |       |
| SR 16  | 70,46         | 113,39        | US 40 / Civic Center Drive à Columbus                                                   | US 36 à Jackson Township                                                  | 1926  |       |
| SR 17  | 21,04         | 33,86         | SR 10 à North Olmsted                                                                   | SR 43 à Bedford Heights                                                   | 1935  |       |
| SR 18  | 197,36        | 317,62        | SR 8 à la frontière de l'Indiana à Hicksville Township                                  | SR 91 à Akron                                                             | 1923  |       |
| SR 19  | 86,48         | 139,18        | US 42 à Congress Township                                                               | SR 2 à Carroll Township                                                   | 1932  |       |
| SR 21  | 59,77         | 96,19         | US 250 à Franklin Township                                                              | I-77 à Cuyahoga Heights                                                   | 1971  |       |
| SR 25  | 34,98         | 56,29         | I-75 à Henry Township                                                                   | I-280 à Toledo                                                            | 1973  |       |
| SR 26  | 66,91         | 107,68        | SR 7 à Marietta                                                                         | SR 148 à Wayne Township                                                   | 1923  |       |
| SR 28  | 69,82         | 112,36        | US 50 à Milford                                                                         | US 50 à Twin Township                                                     | 1926  |       |
| SR 29  | 102,94        | 165,67        | SR 67 à la frontière de l'Indiana à Washington Township                                 | US 40 à West Jefferson                                                    | 1923  |       |
| SR 31  | 32,12         | 51,69         | SR 38 à Marysville                                                                      | US 68 à Kenton                                                            | 1926  |       |
| SR 32  | 182,71        | 294,04        | US 50 / SR 561 à Cincinnati                                                             | WV 618 à la frontière de la Virginie-Occidentale à Belpre                 | 1962  |       |
| SR 34  | 31,97         | 51,45         | SR 427 à la frontière de l'Indiana à Florence Township                                  | US 6 à Ridgeville Township                                                | 1923  |       |
| SR 37  | 174,21        | 280,36        | US 224 / SR 12 à Findlay                                                                | SR 60 / SR 78 à McConnelsville                                            | 1923  |       |
| SR 38  | 48,67         | 78,33         | US 62 / SR 3 à Union Township                                                           | SR 31 à Marysville                                                        | 1923  |       |
| SR 39  | 154,11        | 248,02        | SR 103 à Auburn Township                                                                | PA 68 à la frontière de la Pennsylvanie à East Liverpool                  | 1923  |       |
| SR 41  | 155,21        | 249,79        | US 52 / US 62 Bus. / US 68 Bus. à Aberdeen                                              | US 36 / SR 48 à Covington                                                 | 1923  |       |
| SR 43  | 122,57        | 197,26        | SR 7 à Steubenville                                                                     | US 6 / US 20 / US 42 / US 322 / US 422 à Cleveland                        | 1923  |       |
| SR 44  | 81,23         | 130,73        | SR 43 à Sandy Township                                                                  | Parc d'état de Headlands Beach à Painesville Township                     | 1923  |       |
| SR 45  | 96,56         | 155,40        | SR 7 / SR 39 à Wellsville                                                               | SR 531 à Saybrook Township                                                | 1923  |       |
| SR 46  | 76,66         | 123,37        | SR 170 / SR 558 à East Palestine                                                        | SR 11 à Plymouth Township                                                 | 1923  |       |
| SR 47  | 105,23        | 169,35        | SR 32 à la frontière de l'Indiana à Union City                                          | SR 98 / SR 423 à Waldo                                                    | 1933  |       |
| SR 48  | 83,03         | 133,62        | SR 132 à Goshen Township                                                                | SR 66 à Loramie Township                                                  | 1926  |       |
| SR 49  | 153,06        | 246,33        | US 35 à Trotwood                                                                        | M-49 à la frontière du Michigan à Northwest Township                      | 1926  |       |
| SR 51  | 30,73         | 49,46         | US 20 à Washington Township                                                             | US 23 / US 223 / SR 184 à Sylvania                                        | 1955  |       |
| SR 53  | 92,75         | 149,27        | US 68 / SR 67 à Kenton                                                                  | Traversier vers South Bass Island à Catawba Island Township               | 1923  |       |
| SR 54  | 22,97         | 36,97         | SR 41 à Harmony Township                                                                | US 36 / SR 29 à Urbana                                                    | 1938  |       |
| SR 55  | 37,87         | 60,95         | SR 571 à Union Township                                                                 | US 68 à Urbana                                                            | 1923  |       |
| SR 56  | 108,74        | 175,00        | SR 29 à Union Township                                                                  | SR 682 à Athens                                                           | 1923  |       |
| SR 57  | 61,22         | 98,52         | US 30 à East Union Township                                                             | US 6 à Lorain                                                             | 1938  |       |
| SR 58  | 41,63         | 67,00         | US 250 à Ashland                                                                        | US 6 à Lorain                                                             | 1923  |       |
| SR 59  | 22,66         | 36,47         | I-76 / I-77 à Akron                                                                     | SR 5 à Ravenna Township                                                   | 1969  |       |
| SR 60  | 189,92        | 305,65        | WV 31 à la frontière de la Virginie-Occidentale à Marietta                              | US 6 à Vermilion                                                          | 1923  |       |
| SR 61  | 91,16         | 146,71        | US 36 / SR 3 à Sunbury                                                                  | US 6 à Berlin Township                                                    | 1923  |       |
| SR 63  | 11,74         | 18,89         | SR 4 à Monroe                                                                           | US 42 / SR 48 / SR 123 à Lebanon                                          | 1926  |       |
| SR 64  | 36,47         | 58,69         | I-75 / SR 105 à Bowling Green                                                           | Loar Highway à Amboy Township                                             | 1923  |       |
| SR 65  | 115,84        | 186,43        | SR 47 à Salem Township                                                                  | I-280 à Toledo                                                            | 1923  |       |
| SR 66  | 118,60        | 190,87        | US 36 à Piqua                                                                           | US 20 à Fayette                                                           | 1923  |       |
| SR 67  | 84,78         | 136,44        | US 33 à Wapakoneta                                                                      | SR 18 / SR 19 à Republic                                                  | 1923  |       |
| SR 72  | 53,26         | 85,71         | US 62 à Penn Township                                                                   | SR 334 à Moorefield Township                                              | 1923  |       |
| SR 73  | 134,80        | 216,94        | US 27 à Oxford                                                                          | US 23 / SR 104 à Portsmouth                                               | 1923  |       |
| SR 78  | 104,96        | 168,92        | US 33 / SR 691 à Nelsonville                                                            | SR 7 à Clarington                                                         | 1923  |       |
| SR 79  | 45,65         | 73,47         | SR 37 aux limites entre les townships de Walnut et d'Union                              | US 36 à Nellie                                                            | 1923  |       |
| SR 81  | 70,49         | 113,44        | SR 124 à la frontière de l'Indiana à Willshire Township                                 | SR 53 à Patterson                                                         | 1926  |       |
| SR 82  | 88,56         | 142,52        | SR 57 à Carlisle Township                                                               | US 62 à Brookfield Township                                               | 1923  |       |
| SR 83  | 157,37        | 253,26        | SR 60 à Waterford Township                                                              | US 6 à Avon Lake                                                          | 1972  |       |
| SR 84  | 63,34         | 101,94        | US 6 / US 20 à Euclid                                                                   | PA 226 à la frontière de la Pennsylvanie à Monroe Township                | 1923  |       |
| SR 85  | 2,66          | 4,28          | US 6 / SR 7 à Andover                                                                   | PA 285 à la frontière de la Pennsylvanie à Andover Township               | 1923  |       |
| SR 86  | 21,98         | 35,37         | US 20 à Painesville                                                                     | SR 534 à Windsor Township                                                 | 1923  |       |
| SR 87  | 60,32         | 97,08         | US 6 / US 20 / US 42 / US 322 / US 422 à Cleveland                                      | SR 5 / SR 7 à Kinsman Township                                            | 1923  |       |
| SR 88  | 48,24         | 77,63         | SR 59 à Ravenna                                                                         | PA 358 à la frontière de la Pennsylvanie à Vernon Township                | 1923  |       |
| SR 89  | 18,42         | 29,64         | SR 95 à Mohican Township                                                                | SR 58 à Jackson Township                                                  | 1926  |       |
| SR 91  | 44,12         | 71,00         | US 224 à Springfield Township                                                           | SR 283 aux limites entre Timberlake et Eastlake                           | 1912  |       |
| SR 93  | 232,46        | 374,11        | US 52 à Upper Township                                                                  | SR 261 à Akron                                                            | 1923  |       |
| SR 94  | 54,50         | 87,71         | US 250 / SR 241 à Mount Eaton                                                           | US 42 / SR 3 à Cleveland                                                  | 1923  |       |
| SR 95  | 89,04         | 143,30        | SR 37 à LaRue                                                                           | SR 3 à Wooster Township                                                   | 1926  |       |
| SR 96  | 35,93         | 57,82         | SR 98 à Liberty Township                                                                | US 42 / US 250 à Ashland                                                  | 1923  |       |
| SR 97  | 34,60         | 55,68         | SR 19 / SR 61 / SR 309 à Galion                                                         | SR 3 à Hanover Township                                                   | 1923  |       |
| SR 98  | 46,18         | 74,32         | SR 47 / SR 423 à Waldo                                                                  | SR 61 à Plymouth                                                          | 1923  |       |
| SR 99  | 22,61         | 36,39         | US 224 à Willard                                                                        | SR 4 à Groton Township                                                    | 1923  |       |
| SR 100 | 38,95         | 62,68         | SR 309 à Tully Township                                                                 | SR 53 à Tiffin                                                            | 1923  |       |
| SR 101 | 34,79         | 55,99         | SR 18 / SR 53 à Tiffin                                                                  | US 6 à Sandusky                                                           | 1923  |       |
| SR 103 | 77,02         | 123,95        | I-75 à Richland Township                                                                | SR 61 à New Haven Township                                                | 1923  |       |
| SR 104 | 95,17         | 153,16        | US 23 / SR 73 à Portsmouth                                                              | US 33 à Columbus                                                          | 1923  |       |
| SR 105 | 28,39         | 45,69         | I-75 / SR 64 à Bowling Green                                                            | SR 19 / SR 163 à Oak Harbor                                               | 1923  |       |
| SR 107 | 11,05         | 17,78         | SR 49 à Florence Township                                                               | US 20A / SR 15 à Jefferson Township                                       | 1923  |       |
| SR 108 | 49,21         | 79,20         | SR 15 à Greensburg Township                                                             | M-156 à la frontière du Michigan à Chesterfield Township                  | 1938  |       |
| SR 109 | 52,96         | 85,23         | US 224 / SR 15 / SR 65 à Ottawa                                                         | M-52 à la frontière du Michigan à Royalton Township                       | 1926  |       |
| SR 110 | 10,70         | 17,22         | SR 108 à Napoleon                                                                       | SR 65 à Damascus Township                                                 | 1923  |       |
| SR 111 | 31,49         | 50,68         | Woodburn Road / State Line Road à Harrison Township                                     | SR 15 / SR 18 / SR 66 à Defiance                                          | 1923  |       |
| SR 113 | 59,64         | 95,98         | US 20 / SR 18 / SR 269 à Bellevue                                                       | US 6 / US 20 / SR 2 à Lakewood                                            | 1923  |       |
| SR 114 | 32,99         | 53,09         | State Line Road à Benton Township                                                       | US 224 / SR 115 à Kalida                                                  | 1923  |       |
| SR 115 | 21,65         | 34,84         | SR 65 à Lima                                                                            | SR 15 à Palmer Township                                                   | 1923  |       |
| SR 116 | 30,81         | 49,58         | SR 29 / SR 66 / SR 703 à St. Marys                                                      | US 127 à Van Wert                                                         | 1923  |       |
| SR 117 | 59,57         | 95,87         | SR 118 à Dublin Township                                                                | US 33 à McArthur Township                                                 | 1923  |       |
| SR 118 | 55,26         | 88,93         | SR 49 / SR 121 / SR 502 / SR 571 à Greenville                                           | US 127 à Van Wert                                                         | 1923  |       |
| SR 119 | 41,94         | 67,50         | SR 26 à la frontière de l'Indiana à Recovery Township                                   | SR 65 à Jackson Township                                                  | 1923  |       |
| SR 120 | 37,72         | 60,70         | Morenci Road à Chesterfield Township                                                    | SR 65 à Toledo                                                            | 1940  |       |
| SR 121 | 35,94         | 57,84         | SR 121 à la frontière de l'Indiana à Jefferson Township                                 | SR 47 / SR 185 à Versailles                                               | 1923  |       |
| SR 122 | 43,26         | 69,62         | Old SR 122 à la frontière de l'Indiana aux limites des townships de Dixon et de Jackson | SR 48 à Clearcreek Township                                               | 1923  |       |
| SR 123 | 43,61         | 70,18         | SR 251 à Perry Township                                                                 | SR 4 à German Township                                                    | 1923  |       |
| SR 124 | 165,51        | 266,36        | SR 134 à Clark Township                                                                 | US 50 / SR 7 / SR 32 à Troy Township                                      | 1926  |       |
| SR 125 | 85,79         | 138,07        | US 50 / SR 561 à Cincinnati                                                             | US 52 à Nile Township                                                     | 1926  |       |
| SR 126 | 41,18         | 66,27         | SR 252 à la frontière de l'Indiana aux limites des townships de Reily et de Monroe      | US 50 / SR 28 à Milford                                                   | 1926  |       |
| SR 128 | 22,53         | 36,26         | US 50 à Cleves                                                                          | SR 4 / SR 129 / SR 177 à Hamilton                                         | 1923  |       |
| SR 129 | 25,86         | 41,62         | SR 126 à Morgan Township                                                                | I-75 à Liberty Township                                                   | 1926  |       |
| SR 130 | 4,72          | 7,60          | US 27 à Hanover Township                                                                | SR 177 à Hamilton                                                         | 1926  |       |
| SR 131 | 29,98         | 48,25         | US 50 à Milford                                                                         | SR 138 à Hamer Township                                                   | 1923  |       |
| SR 132 | 40,52         | 65,21         | US 52 à New Richmond                                                                    | SR 133 / SR 350 à Clarksville                                             | 1923  |       |
| SR 133 | 49,45         | 79,58         | US 52 à Franklin Township                                                               | SR 132 / SR 350 à Clarksville                                             | 1923  |       |
| SR 134 | 41,21         | 66,32         | SR 32 à Sardinia                                                                        | Main Street à Port William                                                | 1923  |       |
| SR 135 | 2,82          | 4,54          | US 50 à Dodson Township                                                                 | SR 134 à Lynchburg                                                        | 1923  |       |
| SR 136 | 32,35         | 52,06         | US 52 à Manchester                                                                      | US 62 à New Market Township                                               | 1923  |       |
| SR 137 | 3,56          | 5,73          | SR 136 à Cherry Fork                                                                    | SR 247 à Wayne Township                                                   | 1923  |       |
| SR 138 | 60,37         | 97,16         | SR 134 à Clay Township                                                                  | US 22 à Wayne Township                                                    | 1923  |       |
| SR 139 | 33,99         | 54,70         | US 52 à New Boston                                                                      | SR 93 à Jackson                                                           | 1923  |       |
| SR 140 | 20,74         | 33,38         | US 52 à Portsmouth                                                                      | SR 93 à Jefferson Township                                                | 1923  |       |
| SR 141 | 44,97         | 72,37         | US 52 à Ironton                                                                         | SR 7 à Gallipolis                                                         | 1923  |       |
| SR 142 | 13,66         | 21,98         | US 42 / SR 38 / SR 56 / SR 665 à London                                                 | I-70 à Jefferson Township                                                 | 1926  |       |
| SR 143 | 20,15         | 32,43         | SR 7 à Salisbury Township                                                               | US 50 à Lee Township                                                      | 1923  |       |
| SR 144 | 14,61         | 23,51         | SR 124 à Troy Township                                                                  | SR 329 à Rome Township                                                    | 1923  |       |
| SR 145 | 46,14         | 74,26         | SR 821 à Lower Salem                                                                    | SR 148 à Washington Township                                              | 1923  |       |
| SR 146 | 65,25         | 105,01        | SR 16 à Hanover Township                                                                | SR 78 à Summerfield                                                       | 1923  |       |
| SR 147 | 58,19         | 93,65         | SR 78 à Center Township                                                                 | SR 7 à Pultney Township                                                   | 1923  |       |
| SR 148 | 26,97         | 43,40         | SR 800 à Warren Township                                                                | SR 7 à Powhatan Point                                                     | 1923  |       |
| SR 149 | 36,09         | 58,08         | SR 7 à Bellaire                                                                         | SR 9 à Athens Township                                                    | 1923  |       |
| SR 150 | 13,30         | 21,40         | US 250 à Mount Pleasant Township                                                        | SR 7 à Rayland                                                            | 1923  |       |
| SR 151 | 43,06         | 69,30         | US 250 à Monroe Township                                                                | SR 7 à Steubenville Township                                              | 1923  |       |
| SR 152 | 20,20         | 32,51         | SR 150 à Dillonvale                                                                     | SR 151 à Smithfield                                                       | 1923  |       |
| SR 152 | 6,18          | 9,95          | US 22 à Bloomingdale                                                                    | SR 7 à Empire                                                             | 1943  |       |
| SR 153 | 14,69         | 23,64         | SR 43 à Canton                                                                          | SR 183 à Washington Township                                              | 1932  |       |
| SR 154 | 16,27         | 26,18         | US 30 / SR 45 / SR 164 / SR 517 à Lisbon                                                | PA 251 à la frontière de la Pennsylvanie à Middleton Township             | 1923  |       |
| SR 155 | 7,45          | 11,99         | SR 93 à Shawnee                                                                         | SR 13 à Corning                                                           | 1926  |       |
| SR 158 | 18,11         | 29,15         | US 22 / SR 37 / SR 188 à Lancaster                                                      | US 40 à Kirkersville                                                      | 1923  |       |
| SR 159 | 30,91         | 49,74         | US 50 / SR 104 à Chillicothe                                                            | US 22 à Hocking Township                                                  | 1923  |       |
| SR 160 | 38,82         | 62,47         | SR 7 à Gallipolis                                                                       | SR 93 à Hamden                                                            | 1926  |       |
| SR 161 | 57,80         | 93,02         | SR 29 à Mutual                                                                          | SR 37 à St. Albans Township                                               | 1923  |       |
| SR 162 | 83,32         | 134,09        | SR 18 / SR 67 à Republic                                                                | SR 18 à Akron                                                             | 1923  |       |
| SR 163 | 46,27         | 74,46         | US 20 / US 23 à Troy Township                                                           | Hartshorn Road à Danbury Township                                         | 1923  |       |
| SR 164 | 63,46         | 102,13        | SR 212 à Orange Township                                                                | I-680 / Western Reserve Road à Beaver Township                            | 1923  |       |
| SR 165 | 32,31         | 52,00         | US 62 / SR 173 aux limites entre les townships de Smith et de Knox                      | Taggart Road à Unity Township                                             | 1923  |       |
| SR 166 | 11,40         | 18,35         | US 6 à Hambden Township                                                                 | SR 534 à Trumbull Township                                                | 1923  |       |
| SR 167 | 14,08         | 22,66         | SR 46 / SR 307 à Jefferson                                                              | PA 198 à la frontière de la Pennsylvanie à Pierpont Township              | 1923  |       |
| SR 168 | 8,45          | 13,60         | US 422 / SR 88 / SR 528 à Parkman Township                                              | SR 87 / SR 700 à Burton                                                   | 1923  |       |
| SR 169 | 6,76          | 10,88         | US 422 à Weathersfield Township                                                         | US 422 / SR 45 à Warren                                                   | 1923  |       |
| SR 170 | 36,54         | 58,81         | US 30 / SR 7 / SR 11 à St. Clair Township                                               | US 62 à Youngstown                                                        | 1923  |       |
| SR 171 | 11,76         | 18,93         | SR 183 à Waynesburg                                                                     | SR 9 à Washington Township                                                | 1923  |       |
| SR 172 | 46,98         | 75,61         | US 30 à Sugar Creek Township                                                            | US 30 à Center Township                                                   | 1923  |       |
| SR 173 | 20,98         | 33,76         | SR 44 aux limites entre les townships de Nimishillen et de Marlboro                     | SR 9 / SR 14 à Salem                                                      | 1923  |       |
| SR 174 | 9,56          | 15,39         | Old Mill Road à Gates Mills                                                             | US 20 / SR 640 à Willoughby                                               | 1923  |       |
| SR 175 | 15,70         | 25,27         | SR 43 aux limites entre Bedford Heights et Solon                                        | SR 283 à Euclid                                                           | 1923  |       |
| SR 176 | 19,42         | 31,25         | I-77 / SR 21 à Richfield                                                                | I-71 à Cleveland                                                          | 1923  |       |
| SR 177 | 23,58         | 37,95         | SR 4 / SR 129 à Hamilton                                                                | SR 227 à la frontière de l'Indiana à Dixon Township                       | 1938  |       |
| SR 179 | 15,53         | 24,99         | SR 39 / SR 60 à Washington Township                                                     | SR 60 à Hayesville                                                        | 1923  |       |
| SR 180 | 29,55         | 47,56         | SR 159 à Green Township                                                                 | US 33 à Falls Township                                                    | 1926  |       |
| SR 181 | 4,47          | 7,19          | SR 61 à Crestline                                                                       | SR 309 à Springfield Township                                             | 1923  |       |
| SR 183 | 43,38         | 69,81         | SR 800 à Sandy Township                                                                 | SR 14 à Edinburg Township                                                 | 1962  |       |
| SR 184 | 10,14         | 16,32         | US 23 / US 223 / SR 51 à Sylvania                                                       | I-75 à Toledo                                                             | 1969  |       |
| SR 185 | 21,74         | 34,99         | US 127 à York Township                                                                  | US 36 à Piqua                                                             | 1940  |       |
| SR 186 | 3,77          | 6,07          | US 224 / SR 15 à Liberty Township                                                       | SR 235 / SR 613 à McComb                                                  | 1923  |       |
| SR 187 | 8,22          | 13,23         | SR 56 à Somerford Township                                                              | SR 29 à Goshen Township                                                   | 1931  |       |
| SR 188 | 39,04         | 62,83         | US 22 / SR 56 à Circleville                                                             | SR 204 à Thornville                                                       | 1926  |       |
| SR 189 | 11,58         | 18,64         | US 224 / SR 66 à Ottoville                                                              | SR 12 / SR 115 à Sugar Creek Township                                     | 1923  |       |
| SR 190 | 8,93          | 14,37         | SR 66 / SR 697 à Delphos                                                                | US 224 à Jackson Township                                                 | 1923  |       |
| SR 191 | 10,88         | 17,51         | US 6 à West Unity                                                                       | US 20A / US 127 à West Unity                                              | 1923  |       |
| SR 193 | 57,95         | 93,26         | I-680 à Youngstown                                                                      | SR 531 à North Kingsville                                                 | 1969  |       |
| SR 195 | 3,59          | 5,78          | CR 65 / CR 110 à Marion Township                                                        | SR 309 à Marion Township                                                  | 1923  |       |
| SR 196 | 10,21         | 16,43         | US 33 / SR 385 à Goshen Township                                                        | SR 117 à Auglaize Township                                                | 1923  |       |
| SR 197 | 25,27         | 40,67         | US 127 / SR 29 / SR 703 à Celina                                                        | SR 198 à Moulton Township                                                 | 1923  |       |
| SR 198 | 12,52         | 20,15         | US 33 / SR 67 / SR 501 à Wapakoneta                                                     | SR 117 à Amanda Township                                                  | 1923  |       |
| SR 199 | 62,16         | 100,04        | US 23 à Pitt Township                                                                   | US 20 / SR 795 à Perrysburg                                               | 1924  |       |
| SR 201 | 21,69         | 34,91         | SR 4 / SR 202 à Dayton                                                                  | SR 55 à Lostcreek Township                                                | 1923  |       |
| SR 202 | 20,06         | 32,28         | SR 4 / SR 201 à Dayton                                                                  | SR 55 à Troy                                                              | 1923  |       |
| SR 203 | 22,10         | 35,57         | SR 37 à Radnor Township                                                                 | SR 309 à Big Island Township                                              | 1923  |       |
| SR 204 | 37,79         | 60,82         | SR 256 à Pickerington                                                                   | US 22 à Madison Township                                                  | 1923  |       |
| SR 205 | 6,94          | 11,17         | US 62 / SR 514 à Danville                                                               | SR 3 à Brown Township                                                     | 1923  |       |
| SR 206 | 15,13         | 24,35         | SR 541 à Perry Township                                                                 | US 62 à Richland Township                                                 | 1923  |       |
| SR 207 | 31,27         | 50,32         | SR 159 près de Chillicothe                                                              | US 62 / SR 3 / SR 56 à Mount Sterling                                     | 1962  |       |
| SR 208 | 11,19         | 18,01         | SR 60 à Dresden                                                                         | SR 93 à Adamsville                                                        | 1923  |       |
| SR 209 | 16,71         | 26,89         | SR 83 à Highland Township                                                               | I-77 / SR 821 à Byesville                                                 | 1923  |       |
| SR 211 | 1,23          | 1,98          | SR 39 à Dover                                                                           | SR 800 à Dover                                                            | 1923  |       |
| SR 212 | 32,09         | 51,64         | US 250 à Sugar Creek Township                                                           | SR 151 à Bowerston                                                        | 1923  |       |
| SR 213 | 18,61         | 29,95         | SR 7 à Island Creek Township                                                            | SR 7 à Saline Township                                                    | 1923  |       |
| SR 215 | 4,61          | 7,42          | SR 821 à Noble Township                                                                 | SR 285 à Center Township                                                  | 1923  |       |
| SR 216 | 6,56          | 10,56         | SR 78 à Murray City                                                                     | SR 93 à New Straitsville                                                  | 1923  |       |
| SR 217 | 17,47         | 28,12         | SR 141 à Lawrence Township                                                              | SR 7 à Rome Township                                                      | 1923  |       |
| SR 218 | 19,56         | 31,48         | SR 217 à Rome Township                                                                  | SR 7 à Gallipolis Township                                                | 1923  |       |
| SR 219 | 37,17         | 59,82         | CR 300N à Washington Township                                                           | I-75 à Botkins                                                            | 1925  |       |
| SR 220 | 14,00         | 22,53         | SR 772 à Pebble Township                                                                | SR 32 / SR 124 à Seal Township                                            | 1923  |       |
| SR 221 | 8,00          | 12,87         | US 52 à Higginsport                                                                     | SR 125 à Georgetown                                                       | 1923  |       |
| SR 222 | 29,14         | 46,90         | US 52 à Chilo                                                                           | US 50 à Stonelick Township                                                | 1923  |       |
| SR 225 | 20,00         | 32,19         | SR 183 à Alliance                                                                       | SR 5 à Paris Township                                                     | 1923  |       |
| SR 226 | 14,84         | 23,88         | SR 3 / SR 179 à Washington Township                                                     | SR 3 à Wooster Township                                                   | 1929  |       |
| SR 228 | 1,30          | 2,09          | SR 19 à Adams Township                                                                  | SR 101 à Adams Township                                                   | 1923  |       |
| SR 229 | 50,97         | 82,03         | SR 47 à Waldo Township                                                                  | US 36 à Newcastle Township                                                | 1931  |       |
| SR 231 | 35,70         | 57,45         | Morral-Kirkpatrick Road à Morral                                                        | SR 18 / SR 100 / SR 101 à Tiffin                                          | 1923  |       |
| SR 232 | 11,46         | 18,44         | US 52 à Monroe Township                                                                 | SR 125 à Bethel                                                           | 1930  |       |
| SR 233 | 12,25         | 19,71         | SR 93 / SR 279 à Oak Hill                                                               | SR 141 à Perry Township                                                   | 1924  |       |
| SR 235 | 133,18        | 214,33        | US 68 à Xenia Township                                                                  | SR 65 à Washington Township                                               | 1924  |       |
| SR 236 | 8,05          | 12,96         | SR 21 à Massillon                                                                       | SR 93 à Franklin Township                                                 | 1924  |       |
| SR 237 | 13,79         | 22,19         | SR 82 à Strongsville                                                                    | US 6 / US 20 / SR 2 à Lakewood                                            | 1935  |       |
| SR 239 | 1,22          | 1,96          | US 52 à Washington Township                                                             | SR 73 / SR 104 à Washington Township                                      | 1924  |       |
| SR 241 | 50,36         | 81,05         | US 62 / SR 39 à Millersburg                                                             | SR 18 à Akron                                                             | 1924  |       |
| SR 243 | 18,39         | 29,60         | US 52 à Coal Grove                                                                      | SR 7 à Union Township                                                     | 1925  |       |
| SR 245 | 36,03         | 57,98         | SR 29 à Adams Township                                                                  | US 33 / US 36 / SR 4 à Paris Township                                     | 1962  |       |
| SR 246 | 6,07          | 9,77          | US 20 à Toledo                                                                          | SR 51 à Toledo                                                            | 1925  |       |
| SR 247 | 36,35         | 58,50         | Rivière Ohio à Monroe Township                                                          | SR 73 à Hillsboro                                                         | 1925  |       |
| SR 248 | 9,15          | 14,73         | SR 7 à Chester Township                                                                 | SR 124 à Olive Township                                                   | 1925  |       |
| SR 249 | 14,45         | 23,26         | CR 49 à Milford Township                                                                | SR 15 à Ney                                                               | 1926  |       |
| SR 251 | 4,81          | 7,74          | US 50 à Perry Township                                                                  | US 68 à Jefferson Township                                                | 1925  |       |
| SR 252 | 23,04         | 37,08         | SR 18 / SR 57 à York Township                                                           | US 6 à Bay Village                                                        | 1925  |       |
| SR 253 | 0,56          | 0,90          | KY 10 à la frontière du Kentucky à Green Township                                       | US 52 à Green Township                                                    | 1989  |       |
| SR 254 | 17,15         | 27,60         | SR 57 à Sheffield Township                                                              | US 6 / US 20 / SR 2 à Lakewood                                            | 1929  |       |
| SR 255 | 18,08         | 29,10         | SR 800 à Center Township                                                                | SR 7 à Lee Township                                                       | 1935  |       |
| SR 256 | 25,99         | 41,83         | US 40 à Reynoldsburg                                                                    | SR 13 à Thorn Township                                                    | 1926  |       |
| SR 257 | 26,19         | 42,15         | US 33 / SR 47 à Dublin                                                                  | SR 47 à Prospect                                                          | 1926  |       |
| SR 258 | 25,62         | 41,23         | US 36 à Newcomerstown                                                                   | SR 800 à Rush Township                                                    | 1926  |       |
| SR 259 | 4,41          | 7,10          | SR 416 à Goshen Township                                                                | SR 39 à New Philadelphia                                                  | 1926  |       |
| SR 260 | 36,67         | 59,01         | SR 7 à Matamoras                                                                        | SR 78 à Stock Township                                                    | 1926  |       |
| SR 261 | 25,88         | 41,65         | SR 94 à Wadsworth                                                                       | SR 59 à Franklin Township                                                 | 1926  |       |
| SR 264 | 16,58         | 26,68         | US 50 à Cleves                                                                          | US 27 / US 42 / US 52 / US 127 à Cincinnati                               | 1926  |       |
| SR 265 | 18,36         | 29,55         | US 40 à Center Township                                                                 | SR 147 à Warren Township                                                  | 1926  |       |
| SR 266 | 13,86         | 22,31         | SR 377 à Penn Township                                                                  | SR 60 à Center Township                                                   | 1926  |       |
| SR 267 | 5,39          | 8,67          | SR 7 / SR 39 à East Liverpool                                                           | US 30 / SR 7 / SR 11 à St. Clair Township                                 | 1926  |       |
| SR 269 | 28,08         | 45,19         | SR 4 aux limites des townships de Sherman et de Thompson                                | Parc d'état d'East Harbor à Danbury Township                              | 1931  |       |
| SR 273 | 19,80         | 31,87         | Maple Lane à Richland Township                                                          | SR 31 à Mount Victory                                                     | 1930  |       |
| SR 274 | 52,70         | 84,81         | US 127 à Marion Township                                                                | SR 273 à Rushcreek Township                                               | 1930  |       |
| SR 276 | 6,46          | 10,40         | SR 133 à Williamsburg                                                                   | US 50 / SR 132 à Owensville                                               | 1930  |       |
| SR 278 | 27,61         | 44,43         | US 50 à Madison Township                                                                | SR 595 à Green Township                                                   | 1930  |       |
| SR 279 | 20,11         | 32,36         | SR 139 à Hamilton Township                                                              | US 35 à Raccoon Township                                                  | 1930  |       |
| SR 281 | 50,71         | 81,61         | US 24 à Defiance                                                                        | US 6 aux limites des townships de Montgomery et de Freedom                | 1930  |       |
| SR 282 | 3,05          | 4,91          | SR 305 à Nelson Township                                                                | US 422 à Parkman Township                                                 | 1930  |       |
| SR 283 | 29,46         | 47,41         | US 6 à Cleveland                                                                        | US 20 à Painesville                                                       | 1932  |       |
| SR 284 | 17,42         | 28,03         | SR 83 à Bristol Township                                                                | SR 146 à Salt Creek Township                                              | 1930  |       |
| SR 285 | 27,93         | 44,95         | SR 821 à Caldwell                                                                       | US 22 à Madison Township                                                  | 1931  |       |
| SR 286 | 9,97          | 16,05         | US 50 à Jackson Township                                                                | SR 134 à Clay Township                                                    | 1931  |       |
| SR 287 | 13,69         | 22,03         | SR 245 à Monroe Township                                                                | US 33 / SR 739 à Allen Township                                           | 1931  |       |
| SR 288 | 6,82          | 10,98         | SR 309 à Washington Township                                                            | SR 97 à North Bloomfield Township                                         | 1953  |       |
| SR 289 | 9,93          | 15,98         | US 422 / SR 193 à Youngstown                                                            | Graham Road à la frontière de la Pennsylvanie près de Lowellville         | 1950  |       |
| SR 291 | 4,14          | 6,66          | Fowles Road à Middleburg Heights                                                        | SR 17 aux limites de Brook Park et de Cleveland                           | 1951  |       |
| SR 292 | 26,49         | 42,63         | US 33 à Jefferson Township                                                              | SR 31 à Buck Township                                                     | 1932  |       |
| SR 293 | 6,28          | 10,11         | SR 53 à Jackson Township                                                                | Cass Street à Wharton                                                     | 1932  |       |
| SR 294 | 24,20         | 38,95         | SR 37 à Jackson Township                                                                | SR 98 à Dallas Township                                                   | 1932  |       |
| SR 295 | 24,00         | 38,62         | SR 65 à Grand Rapids                                                                    | Silberhorn Highway à Berkey                                               | 1932  |       |
| SR 296 | 10,52         | 16,93         | SR 29 à Salem Township                                                                  | SR 245 à Wayne Township                                                   | 1962  |       |
| SR 297 | 2,53          | 4,07          | US 30 / US 62 à Canton                                                                  | SR 172 à Canton                                                           | 1977  |       |
| SR 300 | 6,33          | 10,19         | US 6 à Madison Township                                                                 | US 20 à Woodville Township                                                | 1932  |       |
| SR 301 | 45,30         | 72,90         | SR 302 à Chester Township                                                               | US 6 à Sheffield Lake                                                     | 1932  |       |
| SR 302 | 28,44         | 45,77         | SR 83 à Wooster                                                                         | US 250 / SR 60 à Savannah                                                 | 1932  |       |
| SR 303 | 75,66         | 121,76        | US 20 à Wakeman                                                                         | SR 82 à Braceville Township                                               | 1932  |       |
| SR 304 | 9,95          | 16,01         | US 422 à Girard                                                                         | PA 318 à la frontière de la Pennsylvanie à Hubbard Township               | 1932  |       |
| SR 305 | 33,90         | 54,56         | SR 82 / SR 700 à Hiram                                                                  | PA 718 à la frontière de la Pennsylvanie à Hartford Township              | 1932  |       |
| SR 306 | 27,41         | 44,11         | SR 43 à Aurora                                                                          | SR 283 à Mentor                                                           | 1932  |       |
| SR 307 | 22,99         | 37,00         | SR 528 à Madison Township                                                               | SR 193 à Dorset Township                                                  | 1933  |       |
| SR 308 | 3,00          | 4,83          | SR 229 à Gambier                                                                        | US 36 à Monroe Township                                                   | 1932  |       |
| SR 309 | 103,54        | 166,63        | US 30 à Marion Township                                                                 | US 30 à Mansfield                                                         | 1973  |       |
| SR 310 | 13,97         | 22,48         | SR 204 à Liberty Township                                                               | SR 37 à Liberty Township                                                  | 1932  |       |
| SR 312 | 9,14          | 14,71         | SR 93 à Falls Township                                                                  | SR 664 à Rush Creek Township                                              | 1932  |       |
| SR 313 | 34,35         | 55,28         | SR 146 à Salt Creek Township                                                            | SR 147 à Beaver Township                                                  | 1932  |       |
| SR 314 | 38,75         | 62,36         | US 36 / SR 3 à Centerburg                                                               | SR 61 à Sharon Township                                                   | 1932  |       |
| SR 315 | 22,48         | 36,18         | I-70 / I-71 à Columbus                                                                  | US 23 à Delaware Township                                                 | 1933  |       |
| SR 316 | 14,05         | 22,61         | SR 56 à Monroe Township                                                                 | SR 752 à Ashville                                                         | 1931  |       |
| SR 317 | 18,89         | 30,40         | US 23 / SR 665 à Hamilton Township                                                      | US 62 à Gahanna                                                           | 1932  |       |
| SR 319 | 0,56          | 0,90          | Washington Street à Burkettsville                                                       | SR 118 aux limites des townships d'Allen et de Granville                  | 1932  |       |
| SR 320 | 3,12          | 5,02          | US 35 à Jackson Township                                                                | SR 121 à New Paris                                                        | 1932  |       |
| SR 321 | 9,07          | 14,60         | SR 134 à Clay Township                                                                  | US 52 aux limites des townships de White Oak et de Concord                | 1932  |       |
| SR 323 | 18,66         | 30,03         | SR 41 à South Solon                                                                     | SR 56 à Pleasant Township                                                 | 1932  |       |
| SR 324 | 4,44          | 7,15          | SR 160 à Clinton Township                                                               | SR 93 à Clinton Township                                                  | 1932  |       |
| SR 325 | 24,07         | 38,74         | SR 141 à Perry Township                                                                 | SR 124 à Salem Township                                                   | 1932  |       |
| SR 327 | 47,35         | 76,20         | US 35 à Bloomfield Township                                                             | SR 180 à Adelphi                                                          | 1933  |       |
| SR 328 | 22,72         | 36,56         | SR 93 à Elk Township                                                                    | US 33 à Logan                                                             | 1932  |       |
| SR 329 | 23,80         | 38,30         | US 50 / SR 32 à Rome Township                                                           | SR 13 à Trimble                                                           | 1932  |       |
| SR 330 | 3,00          | 4,83          | SR 15 à Amanda Township                                                                 | SR 568 à Biglick Township                                                 | 1932  |       |
| SR 331 | 18,09         | 29,11         | US 22 à Moorefield Township                                                             | US 40 à Richland Township                                                 | 1932  |       |
| SR 332 | 12,89         | 20,74         | SR 151 à North Township                                                                 | SR 9 / SR 39 / SR 43 à Carrollton                                         | 1933  |       |
| SR 334 | 4,24          | 6,82          | US 68 à German Township                                                                 | SR 4 à Moorefield Township                                                | 1969  |       |
| SR 335 | 42,41         | 68,25         | US 52 à Portsmouth                                                                      | US 23 / SR 104 / SR 220 à Waverly                                         | 1933  |       |
| SR 339 | 34,57         | 55,64         | SR 618 à Belpre Township                                                                | SR 821 à Jefferson Township                                               | 1933  |       |
| SR 340 | 13,18         | 21,21         | SR 284 à Meigs Township                                                                 | SR 821 à Belle Valley                                                     | 1933  |       |
| SR 342 | 5,27          | 8,48          | SR 258 à Perry Township                                                                 | SR 800 à Freeport                                                         | 1933  |       |
| SR 343 | 3,37          | 5,42          | US 68 à Yellow Springs                                                                  | SR 72 à Clifton                                                           | 1933  |       |
| SR 344 | 10,12         | 16,29         | SR 9 / SR 14 à Salem                                                                    | SR 164 à Columbiana                                                       | 1935  |       |
| SR 345 | 11,74         | 18,89         | SR 13 / SR 37 à New Lexington                                                           | US 22 à Newton Township                                                   | 1935  |       |
| SR 347 | 20,96         | 33,73         | SR 287 à Zane Township                                                                  | SR 37 à Leesburg Township                                                 | 1935  |       |
| SR 348 | 32,24         | 51,89         | SR 125 à Tiffin Township                                                                | US 23 / SR 728 à Valley Township                                          | 1935  |       |
| SR 349 | 2,37          | 3,81          | SR 93 à Wellston                                                                        | SR 160 à Hamden                                                           | 1934  |       |
| SR 350 | 27,40         | 44,10         | SR 123 à Turtle Creek Township                                                          | SR 28 / SR 73 à New Vienna                                                | 1935  |       |
| SR 353 | 4,60          | 7,40          | US 62 à Jefferson Township                                                              | SR 125 à Byrd Township                                                    | 1935  |       |
| SR 356 | 10,74         | 17,28         | US 50 à Knox Township                                                                   | SR 56 à Waterloo Township                                                 | 1934  |       |
| SR 357 | 2,35          | 3,78          | West Shore Boulevard à Put-in-Bay Township sur South Bass Island                        | Lac Érié à Put-in-Bay Township sur South Bass Island                      | 1934  |       |
| SR 358 | 0,92          | 1,48          | SR 163 à Erie Township                                                                  | SR 2 à Erie Township                                                      | 1934  |       |
| SR 360 | 1,94          | 3,12          | SR 79 à Walnut Township                                                                 | SR 79 à Buckeye Lake                                                      | 1938  |       |
| SR 361 | 4,67          | 7,52          | US 23 à Pickaway Township                                                               | SR 159 à Pickaway Township                                                | 1934  |       |
| SR 362 | 4,56          | 7,34          | SR 66 à Fort Loramie                                                                    | SR 66 à Minster                                                           | 1934  |       |
| SR 363 | 1,43          | 2,30          | Lotus Road à McLean Township                                                            | SR 119 à Jackson Township                                                 | 1934  |       |
| SR 364 | 16,73         | 26,92         | SR 705 à Patterson-McLean                                                               | SR 29 à Noble Township                                                    | 1936  |       |
| SR 365 | 0,16          | 0,26          | SR 235 / SR 366 à Stokes Township                                                       | Rampe de mise à l'eau dans le Parc d'état d'Indian Lake à Stokes Township | 1934  |       |
| SR 366 | 9,78          | 15,74         | US 33 à Stokes Township                                                                 | SR 117 à Richland Township                                                | 1934  |       |
| SR 368 | 2,59          | 4,17          | SR 366 à Richland Township                                                              | CR 272 / CR 286 à Stokes Township                                         | 1934  |       |
| SR 369 | 1,45          | 2,33          | SR 4 à Bethel Township                                                                  | US 40 à Bethel Township                                                   | 1934  |       |
| SR 370 | 1,21          | 1,95          | Parc d'état de John Bryan à Miami Township                                              | SR 343 à Miami Township                                                   | 1934  |       |
| SR 371 | 0,40          | 0,64          | Parc d'état de Shawnee à Union Township                                                 | SR 73 à Union Township                                                    | 1934  |       |
| SR 372 | 0,68          | 1,09          | US 23 / SR 104 à Franklin Township                                                      | Forêt d'état de Scioto Trail à Franklin Township                          | 1934  |       |
| SR 373 | 3,39          | 5,46          | SR 93 à Elizabeth Township                                                              | SR 93 à Decatur Township                                                  | 1934  |       |
| SR 374 | 25,26         | 40,65         | SR 56 à Benton Township                                                                 | US 33 à Good Hope Township                                                | 1934  |       |
| SR 376 | 24,75         | 39,83         | SR 266 à Windsor Township                                                               | SR 60 à Blue Rock Township                                                | 1934  |       |
| SR 377 | 18,33         | 29,50         | SR 550 à Bern Township                                                                  | SR 78 à Penn Township                                                     | 1934  |       |
| SR 378 | 9,46          | 15,22         | SR 243 à Union Township                                                                 | SR 141 à Aid Township                                                     | 1935  |       |
| SR 379 | 14,73         | 23,71         | SR 78 à Seneca Township                                                                 | SR 147 aux limites entre les townships de Somerset et de Beaver           | 1935  |       |
| SR 380 | 18,01         | 28,98         | US 22 / SR 3 à Adams Township                                                           | US 42 / US 68 / US 35 Bus. à Xenia                                        | 1935  |       |
| SR 383 | 1,50          | 2,41          | CR 60 à Reading Township                                                                | SR 13 à Reading Township                                                  | 1935  |       |
| SR 385 | 6,30          | 10,14         | US 33 / SR 196 à Goshen Township                                                        | SR 117 à Roundhead Township                                               | 1935  |       |
| SR 412 | 12,42         | 19,99         | US 20 / SR 19 à Riley Township                                                          | SR 101 à Townsend Township                                                | 1969  |       |
| SR 416 | 14,98         | 24,11         | US 36 à Clay Township                                                                   | SR 800 à Dover Township                                                   | 1969  |       |
| SR 420 | 2,89          | 4,65          | US 20 / US 23 à Troy Township                                                           | I-280 / Ohio Turnpike à Lake Township                                     | 1969  |       |
| SR 421 | 3,37          | 5,42          | US 42 / US 224 à Harrisville Township                                                   | US 42 / US 224 à Harrisville Township                                     | 1959  |       |
| SR 423 | 17,09         | 27,50         | SR 47 / SR 98 à Waldo                                                                   | US 23 / SR 231 à Grand Prairie Township                                   | 1969  |       |
| SR 430 | 13,11         | 21,10         | SR 309 à Ontario                                                                        | SR 603 à Mifflin Township                                                 | 1960  |       |
| SR 435 | 4,08          | 6,57          | US 35 à Jefferson Township                                                              | SR 729 à Jasper Township                                                  | 2003  |       |
| SR 444 | 9,03          | 14,53         | SR 4 à Dayton                                                                           | I-675 aux limites entre les townships de Bath et de Mad River             | 1959  |       |
| SR 446 | 1,51          | 2,43          | US 224 à Canfield                                                                       | SR 46 à Canfield Township                                                 | 1984  |       |
| SR 450 | 1,06          | 1,71          | Milford Parkway à Union Township                                                        | US 50 à Miami Township                                                    | 2004  |       |
| SR 500 | 13,32         | 21,44         | State Line Road / Paulding Road à Benton Township                                       | SR 111 à Paulding                                                         | 1937  |       |
| SR 501 | 11,93         | 19,20         | US 33 / SR 67 / SR 198 à Wapakoneta                                                     | SR 117 à Shawnee Township                                                 | 1937  |       |
| SR 502 | 9,71          | 15,63         | Greenville Pike à Washington Township                                                   | SR 49 / SR 121 / SR 571 à Greenville                                      | 1937  |       |
| SR 503 | 40,53         | 65,23         | US 127 à Seven Mile                                                                     | SR 121 à Wayne Lakes                                                      | 1937  |       |
| SR 505 | 10,39         | 16,72         | US 52 à Higginsport                                                                     | SR 125 à Clark Township                                                   | 1937  |       |
| SR 506 | 4,34          | 6,98          | SR 124 à Marshall Township                                                              | SR 753 à Brush Creek Township                                             | 1937  |       |
| SR 507 | 3,09          | 4,97          | US 68 à Salem Township                                                                  | SR 245 à Salem Township                                                   | 1937  |       |
| SR 508 | 9,46          | 15,22         | SR 235 à De Graff                                                                       | US 68 à West Liberty                                                      | 1937  |       |
| SR 510 | 7,03          | 11,31         | SR 101 à Clyde                                                                          | US 6 à Riley Township                                                     | 1937  |       |
| SR 511 | 50,27         | 80,90         | SR 39 à Green Township                                                                  | US 20 à New Russia Township                                               | 1937  |       |
| SR 513 | 27,19         | 43,76         | SR 146 à Summerfield                                                                    | US 22 à Madison Township                                                  | 1937  |       |
| SR 514 | 19,84         | 31,93         | US 62 / SR 514 à Danville                                                               | SR 229 aux limites entre les townships de Ripley et de Clinton            | 1937  |       |
| SR 515 | 5,50          | 8,85          | SR 39 à Walnut Creek Township                                                           | US 62 à Paint Township                                                    | 1937  |       |
| SR 516 | 7,70          | 12,39         | SR 93 à Wayne Township                                                                  | SR 39 à Dover Township                                                    | 1937  |       |
| SR 517 | 8,50          | 13,68         | US 30 / SR 45 / SR 164 / SR 154 à Lisbon                                                | SR 7 / SR 558 à Fairfield Township                                        | 1937  |       |
| SR 518 | 11,10         | 17,86         | SR 644 à Franklin Township                                                              | US 30 / SR 45 à Madison Township                                          | 1937  |       |
| SR 519 | 11,08         | 17,83         | US 22 à Moorefield Township                                                             | US 250 à Short Creek Township                                             | 1937  |       |
| SR 520 | 13,47         | 21,68         | SR 514 à Knox Township                                                                  | US 62 à Killbuck Township                                                 | 1937  |       |
| SR 521 | 13,62         | 21,92         | SR 37 à Delaware                                                                        | SR 656 à Porter Township                                                  | 1937  |       |
| SR 522 | 16,58         | 26,68         | US 52 à Porter Township                                                                 | SR 93 à Elizabeth Township                                                | 1947  |       |
| SR 523 | 3,79          | 6,10          | SR 19 à Rice Township                                                                   | SR 53 à Rice Township                                                     | 1939  |       |
| SR 524 | 8,10          | 13,04         | SR 164 à Bergholz                                                                       | SR 39 à Fox Township                                                      | 1947  |       |
| SR 527 | 0,56          | 0,90          | WV 527 à la frontière de la Virginie-Occidentale à Chesapeake                           | SR 7 à Chesapeake                                                         | 1970  |       |
| SR 528 | 30,36         | 48,86         | US 422 / SR 88 / SR 528 à Parkman Township                                              | US 20 à North Madison                                                     | 1937  |       |
| SR 529 | 17,61         | 28,34         | SR 95 à Marion                                                                          | SR 61 à Lincoln Township                                                  | 1939  |       |
| SR 530 | 7,86          | 12,65         | SR 60 à Lowell                                                                          | SR 821 à Salem Township                                                   | 1937  |       |
| SR 531 | 22,72         | 36,56         | SR 534 à Geneva-on-the-Lake                                                             | SR 7 à Conneaut                                                           | 1937  |       |
| SR 532 | 3,68          | 5,92          | US 224 aux limites des townships de Springfield et de Portage                           | I-76 à Tallmadge                                                          | 1937  |       |
| SR 534 | 69,31         | 111,54        | US 62 / SR 173 aux limites entre les townships de Goshen et de Butler                   | SR 531 à Geneva-on-the-Lake                                               | 1937  |       |
| SR 535 | 4,85          | 7,81          | SR 283 à Painesville                                                                    | US 20 à Painesville Township                                              | 1937  |       |
| SR 536 | 12,63         | 20,33         | WV 7 à la frontière de la Virginie-Occidentale à Ohio Township                          | SR 78 à Adams Township                                                    | 1937  |       |
| SR 537 | 4,98          | 8,01          | SR 260 à Bethel Township                                                                | SR 26 à Washington Township                                               | 1937  |       |
| SR 539 | 13,43         | 21,61         | SR 302 à Chester Township                                                               | SR 301 à West Salem                                                       | 1964  |       |
| SR 540 | 8,72          | 14,03         | US 68 / SR 47 à Bellefontaine                                                           | SR 292 à Perry Township                                                   | 1937  |       |
| SR 541 | 52,43         | 84,38         | US 62 / SR 568 à Martinsburg                                                            | I-77 à Liberty Township                                                   | 1962  |       |
| SR 542 | 15,81         | 25,44         | SR 212 à Monroe Township                                                                | SR 183 à Magnolia                                                         | 1937  |       |
| SR 545 | 16,94         | 27,26         | SR 39 à Mansfield                                                                       | US 250 / SR 60 à Savannah                                                 | 1937  |       |
| SR 546 | 11,43         | 18,39         | SR 13 à Middlebury Township                                                             | US 42 / SR 97 à Lexington                                                 | 1937  |       |
| SR 547 | 8,18          | 13,16         | SR 269 à Sherman Township                                                               | US 20 / SR 18 à Monroeville                                               | 1937  |       |
| SR 550 | 40,58         | 65,31         | US 33 à Athens Township                                                                 | SR 7 à Warren Township                                                    | 1976  |       |
| SR 551 | 2,87          | 4,62          | SR 220 à Pee Pee Township                                                               | SR 104 à Pee Pee Township                                                 | 1937  |       |
| SR 552 | 1,75          | 2,82          | SR 220 à Pee Pee Township                                                               | SR 104 à Pee Pee Township                                                 | 1937  |       |
| SR 553 | 2,34          | 3,77          | SR 7 à Crown City                                                                       | SR 218 à Guyan Township                                                   | 1937  |       |
| SR 554 | 20,23         | 32,56         | SR 325 à Raccoon Township                                                               | SR 7 à Cheshire                                                           | 1937  |       |
| SR 555 | 62,36         | 100,36        | US 50 / SR 7 / SR 32 à Belpre Township                                                  | SR 60 à Wayne Township                                                    | 1937  |       |
| SR 556 | 13,24         | 21,31         | SR 145 à Beallsville                                                                    | SR 7 à Clarington                                                         | 1937  |       |
| SR 557 | 10,19         | 16,40         | SR 643 à Clark Township                                                                 | US 62 / SR 39 à Berlin Township                                           | 1937  |       |
| SR 558 | 15,71         | 25,28         | SR 45 à Salem Township                                                                  | SR 46 / SR 170 à East Palestine                                           | 1938  |       |
| SR 559 | 16,64         | 26,78         | SR 4 / SR 29 à Mechanicsburg                                                            | SR 287 à Zane Township                                                    | 1937  |       |
| SR 560 | 9,94          | 16,00         | SR 55 à Mad River Township                                                              | SR 29 à Concord Township                                                  | 1937  |       |
| SR 561 | 7,29          | 11,73         | US 50 / SR 32 / SR 125 à Cincinnati                                                     | Vine Street / Seymour Street à Cincinnati                                 | 1938  |       |
| SR 562 | 3,43          | 5,52          | I-75 à Cincinnati                                                                       | I-71 à Cincinnati                                                         | 1938  |       |
| SR 564 | 13,48         | 21,69         | SR 78 à Caldwell                                                                        | SR 145 à Jefferson Township                                               | 1937  |       |
| SR 565 | 6,98          | 11,23         | SR 145 à Elk Township                                                                   | SR 260 à Bethel Township                                                  | 1937  |       |
| SR 566 | 4,80          | 7,72          | SR 147 à Seneca Township                                                                | SR 285 à Wayne Township                                                   | 1937  |       |
| SR 568 | 16,18         | 26,04         | SR 12 / SR 37 à Findlay                                                                 | US 23 / SR 103 / SR 199 à Carey                                           | 1965  |       |
| SR 571 | 50,47         | 81,22         | SR 28 à la frontière de l'Indiana à Union City                                          | US 40 à Bethel Township                                                   | 1962  |       |
| SR 574 | 4,35          | 7,00          | SR 566 à Seneca Township                                                                | SR 313 à Richland Township                                                | 1947  |       |
| SR 575 | 2,60          | 4,18          | Neumans Ferry Dock sur Kelleys Island                                                   | Division Street sur Kelleys Island                                        | 1937  |       |
| SR 576 | 20,52         | 33,02         | SR 2 à Center Township                                                                  | Hillsdale Road à Bridgewater Township                                     | 1937  |       |
| SR 579 | 10,76         | 17,32         | SR 51 à Lake Township                                                                   | SR 2 à Benton Township                                                    | 1937  |       |
| SR 582 | 20,09         | 32,33         | SR 65 à Washington Township                                                             | SR 105 à Woodville Township                                               | 1940  |       |
| SR 585 | 19,91         | 32,04         | SR 3 / SR 83 à Wooster                                                                  | SR 21 à Norton                                                            | 1969  |       |
| SR 586 | 29,98         | 48,25         | SR 146 à Licking Township                                                               | SR 13 à Mount Vernon                                                      | 1939  |       |
| SR 587 | 12,50         | 20,12         | SR 53 à Tymochtee Township                                                              | SR 18 à Fostoria                                                          | 1937  |       |
| SR 588 | 11,71         | 18,85         | SR 325 à Rio Grande                                                                     | SR 7 à Gallipolis                                                         | 1947  |       |
| SR 589 | 16,67         | 26,83         | SR 55 à Casstown                                                                        | SR 29 à Green Township                                                    | 1937  |       |
| SR 590 | 25,13         | 40,44         | SR 12 à Bettsville                                                                      | SR 2 à Benton Township                                                    | 1937  |       |
| SR 595 | 9,18          | 14,77         | US 33 à Green Township                                                                  | SR 216 à New Straitsville                                                 | 1937  |       |
| SR 598 | 23,43         | 37,71         | SR 19 / SR 61 / SR 309 à Galion                                                         | SR 103 à New Haven Township                                               | 1937  |       |
| SR 600 | 9,67          | 15,56         | US 23 à Madison Township                                                                | US 20 à Washington Township                                               | 1937  |       |
| SR 601 | 5,94          | 9,56          | SR 18 aux limites entre les townships de Norwalk et de Townsend                         | SR 113 à Milan                                                            | 1938  |       |
| SR 602 | 14,47         | 23,29         | SR 19 à Polk Township                                                                   | SR 103 à New Washington                                                   | 1937  |       |
| SR 603 | 33,58         | 54,04         | SR 95 à Monroe Township                                                                 | SR 61 / SR 98 à Plymouth                                                  | 1938  |       |
| SR 604 | 24,04         | 38,69         | US 42 à Jackson Township                                                                | SR 94 / SR 585 à Chippewa Township                                        | 1937  |       |
| SR 605 | 9,38          | 15,10         | US 62 à New Albany                                                                      | SR 37 à Trenton Township                                                  | 1937  |       |
| SR 606 | 4,26          | 6,86          | SR 3 à Granger Township                                                                 | SR 94 / SR 303 à Hinckley Township                                        | 1937  |       |
| SR 607 | 1,69          | 2,72          | SR 60 à Morgan Township                                                                 | SR 78 à Morgan Township                                                   | 2011  |       |
| SR 608 | 19,47         | 31,33         | SR 528 à Middlefield Township                                                           | CR 360 / CR 412 à Concord Township                                        | 1938  |       |
| SR 609 | 2,65          | 4,26          | SR 7 à Hartford Township                                                                | CR 182 à Orangeville                                                      | 1937  |       |
| SR 611 | 11,13         | 17,91         | US 6 à Lorain                                                                           | SR 254 à Avon                                                             | 1937  |       |
| SR 613 | 75,86         | 122,08        | State Line Road aux limites des townships de Benton et de Harrison                      | US 23 / SR 18 / SR 199 à Fostoria                                         | 1970  |       |
| SR 615 | 6,87          | 11,06         | SR 306 à Kirtland                                                                       | SR 283 à Mentor-on-the-Lake                                               | 1937  |       |
| SR 616 | 10,48         | 16,87         | SR 170 à Poland                                                                         | US 62 / SR 7 / SR 304 à Hubbard                                           | 1939  |       |
| SR 617 | 4,74          | 7,63          | SR 165 à Springfield Township                                                           | PA 351 à la frontière de la Pennsylvanie à Springfield Township           | 1937  |       |
| SR 618 | 7,45          | 11,99         | US 50 / SR 7 / SR 32 à Belpre Township                                                  | SR 7 à Belpre                                                             | 1937  |       |
| SR 619 | 28,98         | 46,64         | I-76 / US 224 à Akron                                                                   | SR 183 à Alliance                                                         | 1937  |       |
| SR 621 | 5,98          | 9,62          | US 36 à Keene Township                                                                  | CR 190 à White Eyes Township                                              | 1941  |       |
| SR 625 | 3,36          | 5,41          | US 224 à Boardman Township                                                              | US 62 à Youngstown                                                        | 1937  |       |
| SR 626 | 3,46          | 5,57          | SR 165 à Beaver Township                                                                | SR 7 à Beaver Township                                                    | 1937  |       |
| SR 627 | 4,76          | 7,66          | US 30 / US 62 à Perry Township                                                          | I-77 à Canton                                                             | 1987  |       |
| SR 630 | 2,56          | 4,12          | SR 170 à New Middletown                                                                 | PA 317 à la frontière de la Pennsylvanie à Springfield Township           | 1937  |       |
| SR 633 | 0,58          | 0,93          | US 20 à Wickliffe                                                                       | Lakeland Boulevard à Wickliffe                                            | 1940  |       |
| SR 634 | 17,95         | 28,89         | SR 189 / SR 190 à Fort Jennings                                                         | SR 15 à Monroe Township                                                   | 1937  |       |
| SR 635 | 15,18         | 24,43         | SR 18 à Bascom                                                                          | US 6 à Jackson Township                                                   | 1937  |       |
| SR 637 | 23,16         | 37,27         | US 224 aux limites entre les townships de Jackson et de Hoaglin                         | SR 66 à Brown Township                                                    | 1937  |       |
| SR 638 | 3,99          | 6,42          | US 68 à McArthur Township                                                               | SR 273 à Belle Center                                                     | 1937  |       |
| SR 640 | 3,35          | 5,39          | SR 283 à Willowick                                                                      | US 20 / SR 174 à Willoughby                                               | 1946  |       |
| SR 643 | 16,25         | 26,15         | SR 83 à Keene Township                                                                  | SR 93 à Clark Township                                                    | 1937  |       |
| SR 644 | 11,60         | 18,67         | SR 39 à Salineville                                                                     | US 30 / SR 9 à Kensington                                                 | 1937  |       |
| SR 646 | 28,78         | 46,32         | US 250 à Stock Township                                                                 | SR 43 à Island Creek Township                                             | 1937  |       |
| SR 647 | 9,96          | 16,03         | SR 7 à Martins Ferry                                                                    | SR 150 à Mount Pleasant                                                   | 1939  |       |
| SR 650 | 9,28          | 14,93         | US 52 à Hanging Rock                                                                    | SR 522 à Elizabeth Township                                               | 1955  |       |
| SR 651 | 3,99          | 6,42          | SR 643 à Crawford Township                                                              | SR 93 à Baltic                                                            | 1939  |       |
| SR 652 | 0,31          | 0,50          | 12th Street / 13th Street à Coal Grove                                                  | US 52 à Coal Grove                                                        | 2012  |       |
| SR 656 | 10,07         | 16,21         | SR 61 à Kingston Township                                                               | SR 229 à South Bloomfield Township                                        | 1937  |       |
| SR 657 | 19,84         | 31,93         | SR 13 à Newton Township                                                                 | US 36 / SR 3 à Hilliar Township                                           | 1937  |       |
| SR 658 | 11,07         | 17,82         | SR 209 à Adams Township                                                                 | SR 541 à Wheeling Township                                                | 1937  |       |
| SR 660 | 6,33          | 10,19         | SR 313 à Westland Township                                                              | SR 209 à Jackson Township                                                 | 1937  |       |
| SR 661 | 22,22         | 35,76         | SR 16 / SR 37 à Granville Township                                                      | SR 13 à Mount Vernon                                                      | 1937  |       |
| SR 662 | 8,14          | 13,10         | SR 209 à Adams Township                                                                 | SR 93 à Linton Township                                                   | 1937  |       |
| SR 664 | 37,08         | 59,67         | SR 56 à Benton Township                                                                 | SR 256 aux limites entre les townships de Richland et de Thorn            | 1937  |       |
| SR 665 | 25,64         | 41,26         | US 42 / SR 38 / SR 56 / SR 142 à London                                                 | US 23 / SR 317 à Hamilton Township                                        | 1937  |       |
| SR 666 | 14,17         | 22,80         | SR 60 / SR 146 à Zanesville                                                             | SR 208 à Madison Township                                                 | 1937  |       |
| SR 668 | 29,24         | 47,06         | SR 93 à Falls Township                                                                  | US 40 à Bowling Green Township                                            | 1937  |       |
| SR 669 | 32,70         | 52,63         | SR 13 à Reading Township                                                                | SR 37 / SR 78 à Malta                                                     | 1937  |       |
| SR 671 | 4,58          | 7,37          | SR 327 à Eagle Township                                                                 | US 50 à Harrison Township                                                 | 1939  |       |
| SR 672 | 3,11          | 5,01          | SR 146 à Spencer Township                                                               | SR 821 à Buffalo Township                                                 | 1937  |       |
| SR 674 | 16,01         | 25,77         | US 22 aux limites entre les townships de Washington et de Clearcreek                    | US 33 à Canal Winchester                                                  | 1937  |       |
| SR 676 | 26,40         | 42,49         | SR 555 à Wesley Township                                                                | SR 7 à Marietta                                                           | 1937  |       |
| SR 677 | 4,78          | 7,69          | US 50 à Elk Township                                                                    | SR 278 à Zaleski                                                          | 1937  |       |
| SR 678 | 4,00          | 6,44          | SR 374 à Laurel Township                                                                | SR 180 à Laurel Township                                                  | 1937  |       |
| SR 681 | 39,43         | 63,46         | SR 356 à Waterloo Township                                                              | SR 124 à Olive Township                                                   | 1962  |       |
| SR 682 | 7,75          | 12,47         | US 33 / US 50 / SR 32 à Athens Township                                                 | SR 13 à Chauncey                                                          | 1937  |       |
| SR 683 | 8,22          | 13,23         | SR 93 à Clinton Township                                                                | US 50 à Richland Township                                                 | 1937  |       |
| SR 684 | 3,91          | 6,29          | SR 143 à Scipio Township                                                                | SR 681 à Scipio Township                                                  | 1937  |       |
| SR 685 | 5,24          | 8,43          | SR 78 à Buchtel                                                                         | SR 13 à Trimble Township                                                  | 1937  |       |
| SR 687 | 5,70          | 9,17          | SR 241 à Jackson Township                                                               | I-77 / US 62 à Canton                                                     | 1937  |       |
| SR 689 | 7,52          | 12,10         | SR 160 à Wilkesville Township                                                           | SR 32 à Columbia Township                                                 | 1937  |       |
| SR 690 | 5,00          | 8,05          | US 50 / SR 32 à Canaan Township                                                         | SR 550 à Ames Township                                                    | 1937  |       |
| SR 691 | 10,29         | 16,56         | SR 56 à Waterloo Township                                                               | US 33 / SR 78 à Nelsonville                                               | 1938  |       |
| SR 694 | 12,00         | 19,31         | SR 114 à Perry Township                                                                 | US 224 à Glandorf                                                         | 1937  |       |
| SR 696 | 9,68          | 15,58         | US 30 à Richland Township                                                               | SR 12 à Riley Township                                                    | 1939  |       |
| SR 697 | 7,54          | 12,13         | SR 116 à Ridge Township                                                                 | SR 66 / SR 190 à Delphos                                                  | 1938  |       |
| SR 698 | 6,44          | 10,36         | SR 103 à Van Buren Township                                                             | CR 313 à Eagle Township                                                   | 1937  |       |
| SR 700 | 16,70         | 26,88         | SR 88 à Freedom Township                                                                | SR 87 / SR 168 à Burton                                                   | 1942  |       |
| SR 701 | 8,93          | 14,37         | SR 309 à Marion Township                                                                | US 68 aux limites entre les townships de Pleasant et de Blanchard         | 1937  |       |
| SR 703 | 14,92         | 24,01         | SR 219 à Montezuma                                                                      | SR 29 / SR 66 / SR 116 à St. Marys                                        | 1937  |       |
| SR 705 | 28,80         | 46,35         | SR 49 à Mississinawa Township                                                           | SR 29 à Clinton Township                                                  | 1937  |       |
| SR 706 | 7,44          | 11,97         | SR 29 à Perry Township                                                                  | SR 235 à Miami Township                                                   | 1937  |       |
| SR 707 | 19,43         | 31,27         | SR 218 à la frontière de l'Indiana à Black Creek Township                               | SR 117 à Union Township                                                   | 1937  |       |
| SR 708 | 2,32          | 3,73          | SR 235 à Washington Township                                                            | Township Road 253 à Washington Township                                   | 1937  |       |
| SR 709 | 9,20          | 14,81         | SR 118 à Ohio City                                                                      | SR 116 aux limites entre les townships de York et de Jennings             | 1938  |       |
| SR 710 | 4,62          | 7,44          | SR 161 à Columbus                                                                       | I-270 à Columbus                                                          | 1969  |       |
| SR 711 | 3,44          | 5,54          | I-680 à Youngstown                                                                      | I-80 / SR 11 à Liberty Township                                           | 1974  |       |
| SR 715 | 12,40         | 19,96         | US 36 à Union Township                                                                  | US 36 à Nellie                                                            | 1939  |       |
| SR 716 | 6,71          | 10,80         | SR 705 à Osgood                                                                         | SR 274 à Chickasaw                                                        | 1937  |       |
| SR 718 | 10,62         | 17,09         | SR 721 à Newton Township                                                                | SR 55 à Troy                                                              | 1937  |       |
| SR 719 | 0,61          | 0,98          | US 22 / SR 93 aux limites entre South Zanesville et Zanesville                          | SR 555 à Zanesville                                                       | 1989  |       |
| SR 720 | 8,20          | 13,20         | SR 65 à Clay Township                                                                   | US 33 à Russells Point                                                    | 1937  |       |
| SR 721 | 17,86         | 28,74         | SR 49 à Union Township                                                                  | SR 185 aux limites entre les townships d'Adams et de Newberry             | 1937  |       |
| SR 722 | 16,74         | 26,94         | SR 121 à Harrison Township                                                              | SR 49 à Monroe Township                                                   | 1937  |       |
| SR 723 | 0,85          | 1,37          | I-70 à Cambridge Township                                                               | US 22 / US 40 à Cambridge                                                 | 1961  |       |
| SR 724 | 4,05          | 6,52          | SR 260 à Stock Township                                                                 | SR 145 à Franklin Township                                                | 1937  |       |
| SR 725 | 48,07         | 77,36         | SR 44 à Israel Township                                                                 | US 42 à Spring Valley                                                     | 1937  |       |
| SR 726 | 14,21         | 22,87         | US 127 à Washington Township                                                            | SR 121 à New Madison                                                      | 1937  |       |
| SR 727 | 5,46          | 8,79          | SR 131 à Stonelick Township                                                             | SR 133 à Wayne Township                                                   | 1937  |       |
| SR 728 | 1,93          | 3,11          | US 23 / SR 348 à Valley Township                                                        | CR 28 / CR 180 à Jefferson Township                                       | 1975  |       |
| SR 729 | 33,57         | 54,03         | SR 73 / SR 350 à Green Township                                                         | SR 323 à Stokes Township                                                  | 1937  |       |
| SR 730 | 11,43         | 18,39         | SR 133 à Marion Township                                                                | US 68 / SR 134 à Wilmington                                               | 1939  |       |
| SR 732 | 30,61         | 49,26         | SR 129 à Reily Township                                                                 | US 35 / US 127 / SR 122 à Eaton                                           | 1938  |       |
| SR 733 | 2,25          | 3,62          | SR 124 / SR 833 à Pomeroy                                                               | US 33 / SR 7 à Salisbury Township                                         | 2013  |       |
| SR 734 | 16,58         | 26,68         | SR 72 à Jamestown                                                                       | SR 38 à Paint Township                                                    | 1937  |       |
| SR 735 | 1,41          | 2,27          | US 35 à Gallipolis Township                                                             | SR 7 à Addison Township                                                   | 1969  |       |
| SR 736 | 8,41          | 13,53         | US 42 à Jerome Township                                                                 | SR 38 à Marysville                                                        | 1937  |       |
| SR 739 | 35,50         | 57,13         | US 33 / SR 287 à Allen Township                                                         | SR 4 / SR 423 à Marion                                                    | 1937  |       |
| SR 741 | 27,23         | 43,82         | I-71 à Deerfield Township                                                               | I-75 à Moraine                                                            | 1938  |       |
| SR 743 | 6,76          | 10,88         | 5th Street à Moscow                                                                     | SR 222 à Washington Township                                              | 1937  |       |
| SR 744 | 10,82         | 17,41         | US 127 à Somers Township                                                                | SR 122 à Madison Township                                                 | 1937  |       |
| SR 745 | 9,99          | 16,08         | US 33 / SR 161 à Dublin                                                                 | US 42 / SR 257 à Concord Township                                         | 1937  |       |
| SR 746 | 13,00         | 20,92         | US 42 à Westfield Township                                                              | SR 309 à Caledonia                                                        | 1937  |       |
| SR 747 | 11,35         | 18,27         | SR 4 à Glendale                                                                         | SR 4 à Liberty Township                                                   | 1937  |       |
| SR 748 | 5,80          | 9,33          | SR 126 à Morgan Township                                                                | SR 129 à Ross Township                                                    | 1937  |       |
| SR 749 | 5,51          | 8,87          | US 52 à Pierce Township                                                                 | SR 132 à Ohio Township                                                    | 1937  |       |
| SR 750 | 9,67          | 15,56         | SR 257 à Liberty Township                                                               | I-71 à Columbus                                                           | 1937  |       |
| SR 751 | 15,96         | 25,69         | SR 93 à West Lafayette                                                                  | I-77 à Stone Creek                                                        | 1962  |       |
| SR 752 | 8,43          | 13,57         | US 23 à South Bloomfield                                                                | SR 674 aux limites entre les townships de Walnut et d'Amanda              | 1937  |       |
| SR 753 | 35,35         | 56,89         | SR 41 à Brush Creek Township                                                            | US 22 à Washington Court House                                            | 1937  |       |
| SR 754 | 6,72          | 10,81         | SR 39 / SR 60 à Monroe Township                                                         | SR 514 à Ripley Township                                                  | 1962  |       |
| SR 756 | 13,16         | 21,18         | SR 232 à Monroe Township                                                                | SR 505 à Lewis Township                                                   | 1937  |       |
| SR 757 | 5,68          | 9,14          | SR 13 à Somerset                                                                        | SR 204 à Hopewell Township                                                | 1938  |       |
| SR 761 | 4,33          | 6,97          | SR 313 à Wayne Township                                                                 | SR 265 à Salesville                                                       | 1974  |       |
| SR 762 | 14,89         | 23,96         | US 62 / SR 3 à Darby Township                                                           | CR 385 à Harrison Township                                                | 1938  |       |
| SR 763 | 12,70         | 20,44         | SR 41 à Huntington Township                                                             | SR 125 à Byrd Township                                                    | 1937  |       |
| SR 764 | 4,16          | 6,69          | SR 93 à Akron                                                                           | SR 241 à Akron                                                            | 1946  |       |
| SR 768 | 1,70          | 2,74          | US 36 à Mount Vernon                                                                    | SR 3 à Monroe Township                                                    | 1946  |       |
| SR 770 | 10,52         | 16,93         | SR 247 à Seaman                                                                         | SR 73 à Bratton Township                                                  | 1937  |       |
| SR 771 | 7,11          | 11,44         | SR 138 à Paint Township                                                                 | SR 28 à Leesburg                                                          | 1937  |       |
| SR 772 | 45,99         | 74,01         | SR 73 à Rarden                                                                          | US 50 /SR 104 à Chillicothe                                               | 1937  |       |
| SR 774 | 14,93         | 24,03         | SR 133 à Franklin Township                                                              | US 68 à Pike Township                                                     | 1938  |       |
| SR 775 | 35,30         | 56,81         | WV 106 à la frontière de la Virginie-Occidentale à Proctorville                         | SR 141 à Green Township                                                   | 1937  |       |
| SR 776 | 16,27         | 26,18         | SR 335 à Madison Township                                                               | SR 139 à Jackson                                                          | 1938  |       |
| SR 778 | 0,43          | 0,69          | SR 101 à Adams Township                                                                 | SR 19 à Adams Township                                                    | 1942  |       |
| SR 781 | 10,99         | 17,69         | SR 41 à Meigs Township                                                                  | SR 348 à Jefferson Township                                               | 1938  |       |
| SR 785 | 3,60          | 5,79          | SR 247 à Jackson Township                                                               | SR 73 à Jackson Township                                                  | 1937  |       |
| SR 788 | 6,27          | 10,09         | SR 93 à Jackson                                                                         | SR 93 à Coal Township                                                     | 1939  |       |
| SR 790 | 7,22          | 11,62         | SR 775 à Mason Township                                                                 | SR 218 à Guyan Township                                                   | 1937  |       |
| SR 792 | 5,53          | 8,90          | SR 676 à Wesley Township                                                                | SR 266 à Windsor Township                                                 | 1937  |       |
| SR 795 | 12,20         | 19,63         | US 20 / SR 199 à Perrysburg                                                             | SR 51 aux limites entre les townships de Clay et d'Allen                  | 1937  |       |
| SR 799 | 6,05          | 9,74          | SR 800 à Washington Township                                                            | CR 21 / CR 60 à Nottingham Township                                       | 1949  |       |
| SR 800 | 110,14        | 177,25        | SR 7 à Jackson Township                                                                 | I-77 à Canton                                                             | 1969  |       |
| SR 807 | 0,42          | 0,68          | SR 7 à Newport Township                                                                 | WV 807 à la frontière de la Virginie-Occidentale à Newport Township       | 1977  |       |
| SR 814 | 3,07          | 4,94          | US 36 à Union Township                                                                  | SR 296 à Salem Township                                                   | 1982  |       |
| SR 821 | 48,90         | 78,70         | SR 60 à Muskingum Township                                                              | I-77 / SR 209 à Byesville                                                 | 1971  |       |
| SR 822 | 0,13          | 0,21          | 7th Street à Steubenville                                                               | SR 7 à Steubenville                                                       | 1990  |       |
| SR 823 | 16,00         | 25,75         | US 52 à Sciotodale                                                                      | US 23 à Lucasville                                                        | 2018  |       |
| SR 833 | 5,10          | 8,21          | WV 62 à la frontière de la Virginie-Occidentale à Pomeroy                               | US 33 / SR 7 / SR 124 près de Pomeroy                                     | 2003  |       |
| SR 835 | 6,59          | 10,61         | US 35 à Dayton                                                                          | US 35 à Beavercreek                                                       | 1987  |       |
| SR 844 | 2,40          | 3,86          | I-675 à Beavercreek                                                                     | Wright-Patterson Air Force Base à Fairborn                                | 1994  |       |
| SR 850 | 5,04          | 8,11          | SR 588 à Green Township                                                                 | SR 554 à Springfield Township                                             | 1994  |       |
| SR 852 | 0,94          | 1,51          | Carl Perkins Memorial Bridge à Washington Township                                      | SR 73 / SR 104 à Washington Township                                      | 1988  |       |
| SR 872 | 0,63          | 1,01          | SR 7 à Mead Township                                                                    | WV 2 Spur à la frontière de la Virginie-Occidentale à Mead Township       | 1986  |       |
|        |               |               |                                                                                         |                                                                           |       |       |